# Петропавлівська сільська рада (Нововоронцовський район)
Петропа́влівська сільська́ ра́да — адміністративно-територіальна одиниця та орган місцевого самоврядування в Нововоронцовському районі Херсонської області. Адміністративний центр — село Петропавлівка.

## Загальні відомості
- Територія ради: 300,7 км²
- Населення ради: 936 осіб (станом на 2001 рік)

## Населені пункти
Сільській раді підпорядковані населені пункти:
- с. Петропавлівка
- с. Майське
- с. Червоне

## Склад ради
Рада складається з 15 депутатів та голови.
- Голова ради: Воловик Володимир Миколайович
- Секретар ради: Моргун Лариса Леонідівна

### Керівний склад попередніх скликань
| Прізвище, ім'я, по батькові   | Основні відомості                                                                  | Дата обрання | Дата звільнення |
| ----------------------------- | ---------------------------------------------------------------------------------- | ------------ | --------------- |
| Балакін Сергій Володимирович  | Сільський голова, 1963 р.н., член Соціал-демократичної партії України (об'єднаної) | 26.03.2006   | 31.10.2010      |
| Балакін Сергій Володимирович  | Сільський голова, 1969 р.н., безпартійний                                          | 31.10.2010   | 27.05.2012      |
| Воловик Володимир Миколайович | Сільський голова, 1971 р. н., освіта незакінчена середня, член Партії регіонів     | 27.05.2012   |                 |

Примітка: таблиця складена за даними сайту Верховної Ради України

### Депутати
За результатами місцевих виборів 2010 року депутатами ради стали:

#### За суб'єктами висування
| Суб'єкт висування | Кількість обраних депутатів | %   |
| ----------------- | --------------------------- | --- |
| Партія регіонів   | 14                          | 100 |

#### За округами
| № округу        | Прізвище, ім'я, по батькові     | Дата визнання обраним | Освіта  | Партійна приналежність | Відомості про обраного депутата                                         |
| --------------- | ------------------------------- | --------------------- | ------- | ---------------------- | ----------------------------------------------------------------------- |
| Партія регіонів |                                 |                       |         |                        |                                                                         |
| 1               | Ушакова Варвара Тихонівна       | 03.11.2010            | середня | позапартійна           | не працює                                                               |
| 2               | Савченко Сергій Олександрович   | 03.11.2010            | вища    | позапартійний          | одноосібник                                                             |
| 3               | Моргун Лариса Леонідівна        | 03.11.2010            | вища    | позапартійна           | Петропавлівська сільська рада, секретар ради і виконкому                |
| 4               | Коник Олег Павлович             | 03.11.2010            | середня | позапартійний          | одноосібник                                                             |
| 5               | Березінський Іван Олексійович   | 03.11.2010            | вища    | позапартійний          | одноосібник                                                             |
| 6               | Бабенко Тетяна Степанівна       | 03.11.2010            | середня | позапартійна           | фермерське господарство «Ніколь», голова                                |
| 7               | Клипко Валентина Андріївна      | 03.11.2010            | вища    | позапартійна           | пенсіонер                                                               |
| 8               | Давидок Віктор Анатолійович     | 03.11.2010            | середня | позапартійний          | одноосібник                                                             |
| 9               | Мельничук Віктор Володимирович  | 03.11.2010            | вища    | позапартійний          | тимчасово не працює                                                     |
| 10              | Кіріяка Ірина Василівна         | 03.11.2010            | вища    | позапартійна           | Петропавлівський фельдшерсько-акушерський пункт, молодша медична сестра |
| 11              | Кіріяка Володимир Миколайович   | 03.11.2010            | середня | позапартійний          | одноосібник                                                             |
| 12              | Березінський Юрій Олексійович   | 03.11.2010            | середня | позапартійний          | одноосібник                                                             |
| 13              | Хріник Іван Іванович            | 03.11.2010            | середня | позапартійний          | Фермерське господарство «Україна», голова                               |
| 14              | Мчедлідзе Наталія Володимирівна | 03.11.2010            | середня | позапартійна           | СТОВ «Золота Балка», кухар                                              |

## Населення
Згідно з переписом УРСР 1989 року чисельність наявного населення сільської ради становила 1030 осіб, з яких 468 чоловіків та 562 жінки.
За переписом населення України 2001 року в сільській раді мешкало 912 осіб.

### Мова
Розподіл населення за рідною мовою за даними перепису 2001 року:
| Мова       | Відсоток |
| ---------- | -------- |
| українська | 96,90 %  |
| російська  | 2,03 %   |
| вірменська | 0,85 %   |
| молдовська | 0,11 %   |